# زائير بارتلي
زائير بارتلي (بالإنجليزية: Zaire Bartley)‏ هو لاعب كرة قدم جامايكي في مركز الوسط، ولد في 5 مارس 1998 في ذا برونكس في الولايات المتحدة.

## وصلات خارجية
- زائير بارتلي على موقع قاعدة بيانات كرة القدم.إي يو (الإنجليزية)
- زائير بارتلي على موقع Soccerway.com (الإنجليزية)